# 타이론 에부에히
타이론 에페 에부에히(네덜란드어: Tyronne Efe Ebuehi, 1995년 12월 16일 ~ )는 이탈리아 세리에 A 클럽 엠폴리에서 라이트백으로 뛰고 있는 나이지리아의 프로 축구 선수이다. 네덜란드에서 태어난 그는 나이지리아 국가대표팀에서 뛰고 있다.

## 구단 경력

### ADO 덴하흐
하를럼에서 태어난 에부에히는 여러 아마추어 클럽의 네덜란드 유소년 팀에서 뛰다가 2013년 아마추어 팀인 HFC EDO의 프로 팀인 ADO 덴하흐에 합류했다. 그는 2014년 8월 10일 페예노르트와의 홈 경기에서 1-0으로 패한 경기에서 에레디비시 데뷔 전을 치렀다.

### SL 벤피카
세 시즌 후인 2018년 5월 19일, 그는 포르투갈 클럽인 SL 벤피카와 5년 계약을 맺었다. 그러나 부상으로 인해 2018-19년 시즌 전체를 결장했다.

#### 베네치아로의 임대
2021년 6월 28일, 에부에히는 새로 승격한 세리에 A의 베네치아로 한 시즌 임대되었다.

### 엠폴리
2022년 7월 5일, 에부에히는 이탈리아의 엠폴리와 2025년 6월까지 계약을 체결했다.

## 국가대표팀 경력

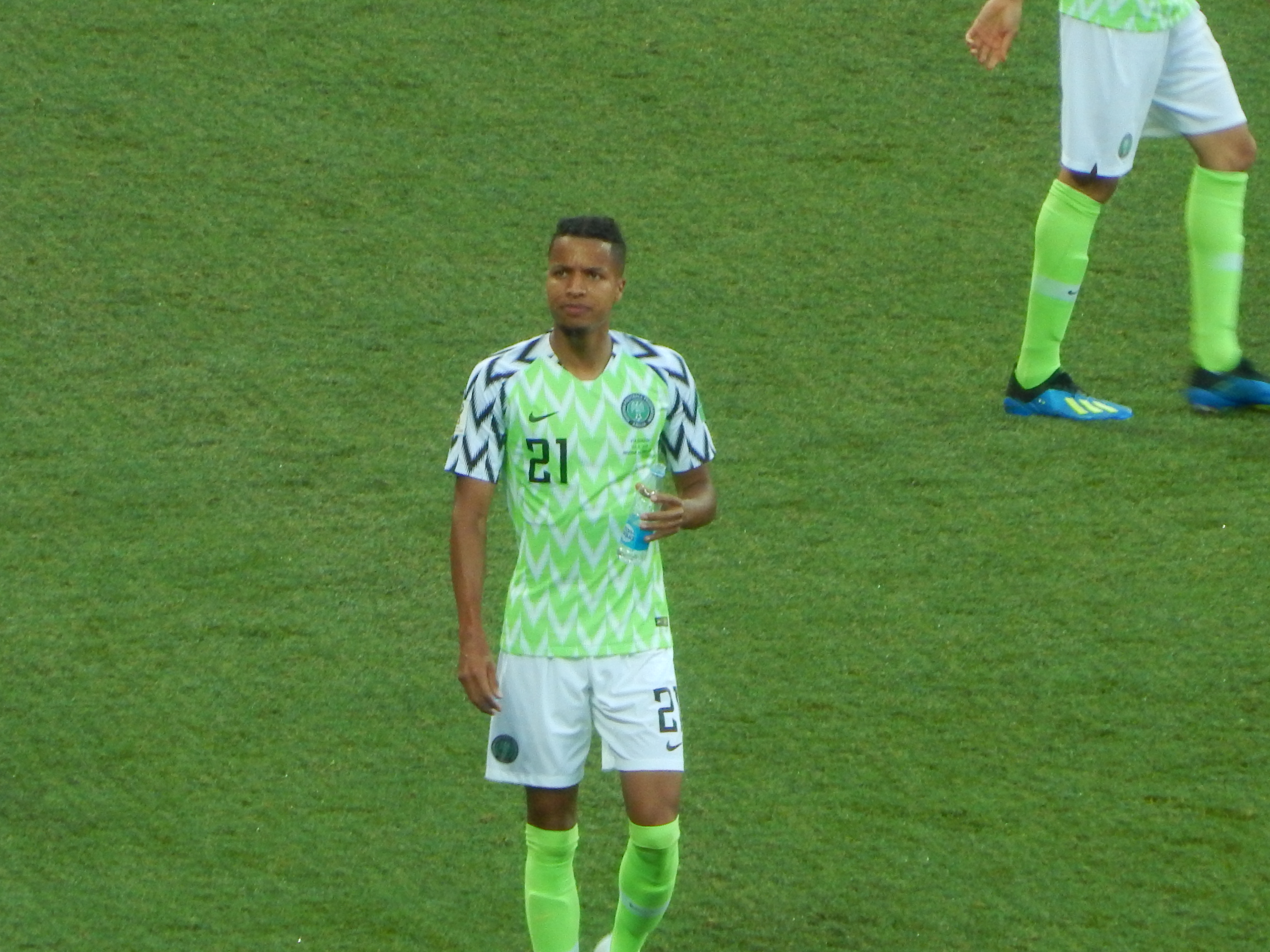
아이슬란드와의 2018년 FIFA 월드컵에서 나이지리아와 함께하는 에부에히

2016년 11월, 에부에히는 알제리와의 2018년 FIFA 월드컵 예선 전을 위해 나이지리아 국가대표팀에 처음으로 소집되었다. 하지만, 그는 그의 팀 ADO 덴하흐에 정착하기 위해 약간의 시간이 필요하다고 말하면서 그의 소집을 거절했다. 그는 이후 2017년 3월, 세네갈과 부르키나파소와의 친선 경기에 소집되었고 그 팀에 합류했다. 그는 2017년 6월 1일, 토고와의 친선 경기에서 나이지리아 국가대표팀 데뷔 전을 치렀다.
에부에히는 러시아 월드컵에 나이지리아의 23인 대표팀에 있었다. 그는 2018년 6월 22일, 아이슬란드와의 경기에서 2-0으로 승리한 후반전에 교체 출전했다.
2019년 10월 5일, 에부에히는 수비수 케네스 오메루오가 클럽 근무 중 부상을 입은 후 브라질과의 친선 경기에서 나이지리아 국가대표팀에서 뛰도록 늦게 초대받았다. 이것은 FIFA 월드컵에서 아이슬란드와의 경기 이후 그가 국가대표팀에 복귀하는 것을 의미했다.

## 사생활
에부에히는 네덜란드에서 나이지리아인 아버지와 네덜란드인 어머니 사이에서 태어났다.